# Raymond Villechanoux
Raymond Villechanoux, né le 26 mars 1899 à Mussidan (Dordogne) et mort le 10 mai 1931 à Niort (Deux-Sèvres), est un aviateur français de l’entre-deux-guerres.

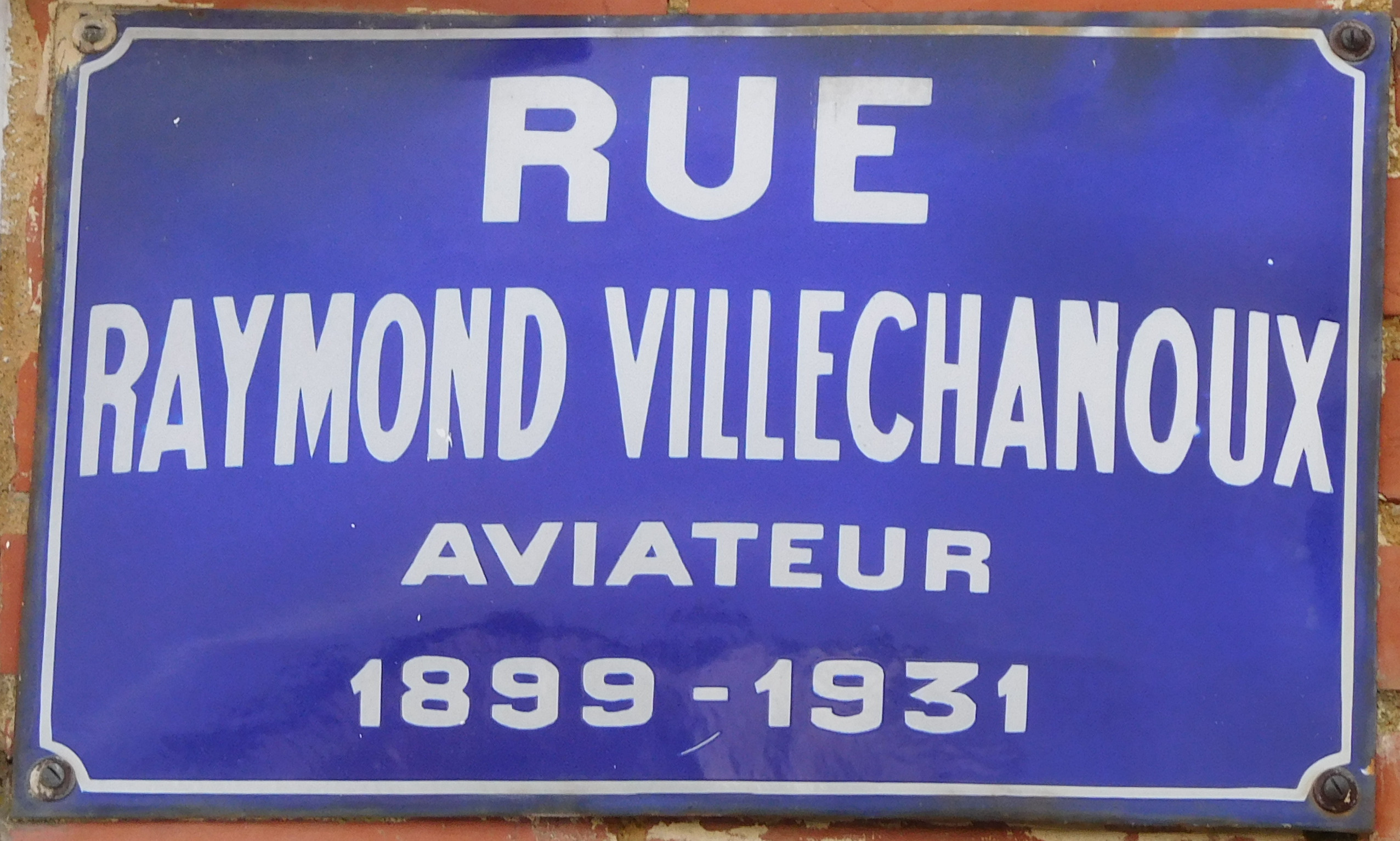
Plaque de rue à Mussidan.